# Lijst van antieke bouwwerken in Rome
Dit is een lijst van bouwwerken uit de oudheid in Rome, ingedeeld naar het type gebouw.
De lijst bevat de meest bekende gebouwen uit de periode die van het Romeinse Koninkrijk (circa 8e eeuw v.Chr.) tot de late keizertijd in de 5e eeuw n.Chr. loopt. In deze laatste eeuw werd de laatste Romeinse keizer afgezet (476) en waren christelijke kerken vrijwel de enige monumentale gebouwen die nog werden gebouwd.
Een aantal gebouwen is geheel of gedeeltelijk bewaard gebleven, zoals het Pantheon en het Colosseum. De meeste gebouwen zijn echter in de middeleeuwen verdwenen, maar zijn nog bekend uit vermeldingen in antieke of middeleeuwse bronnen.

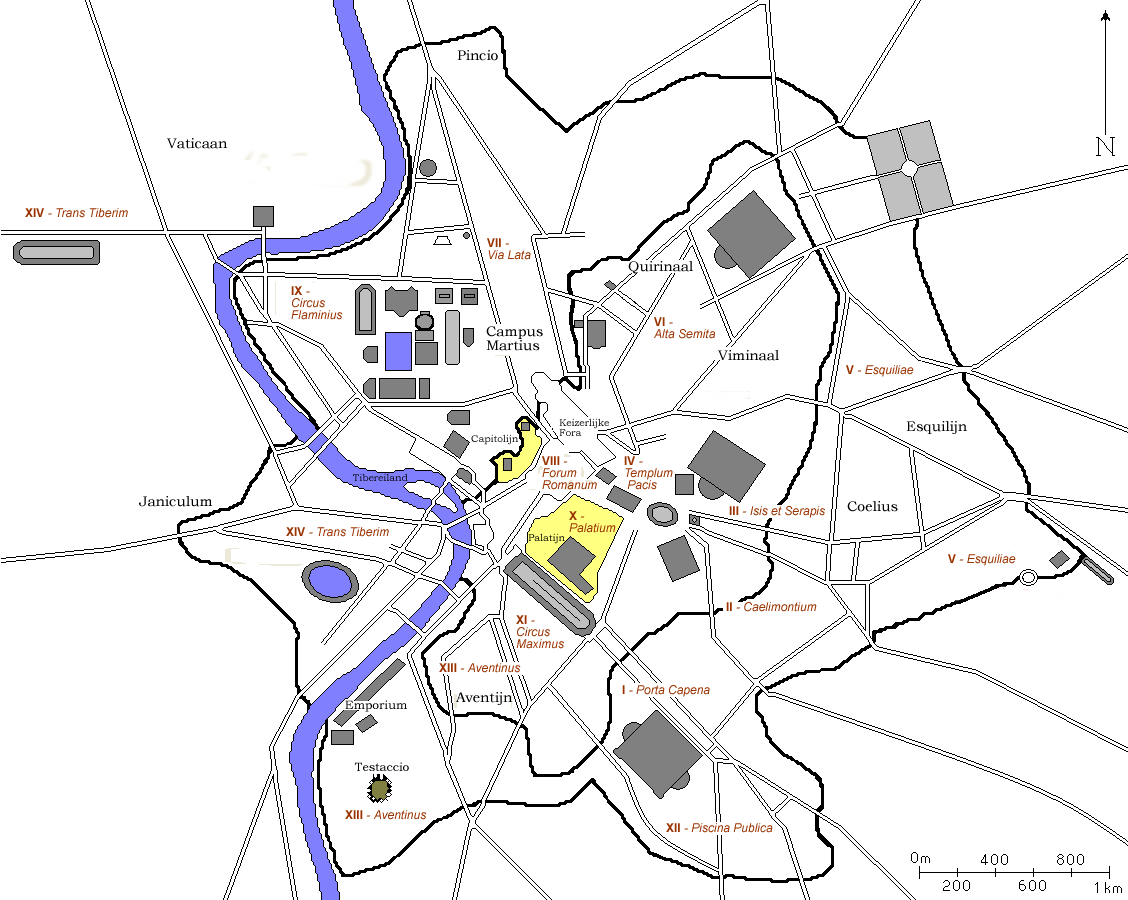
Kaart van Rome in de Keizertijd.

## Godsdienst

### Altaar

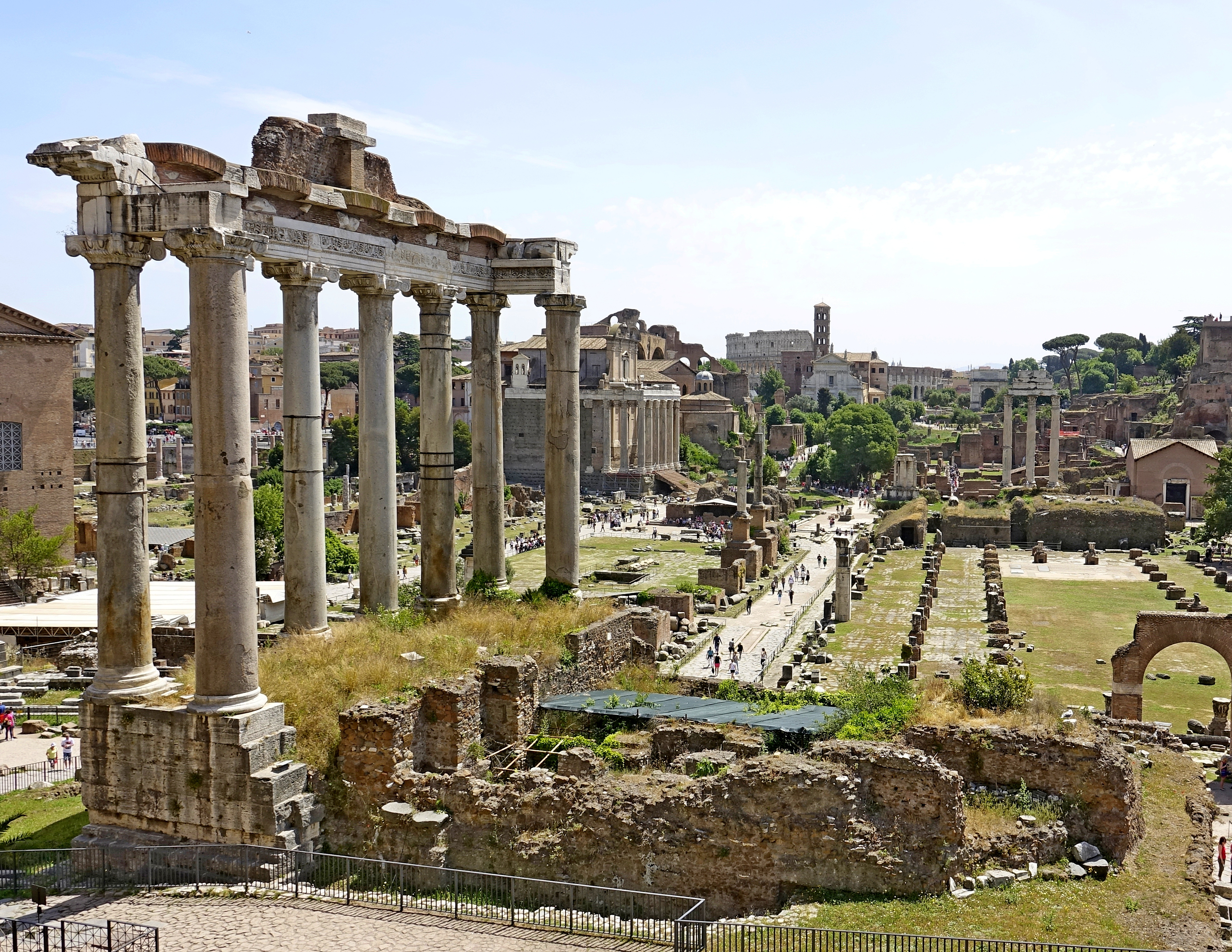
Tempel van Saturnus

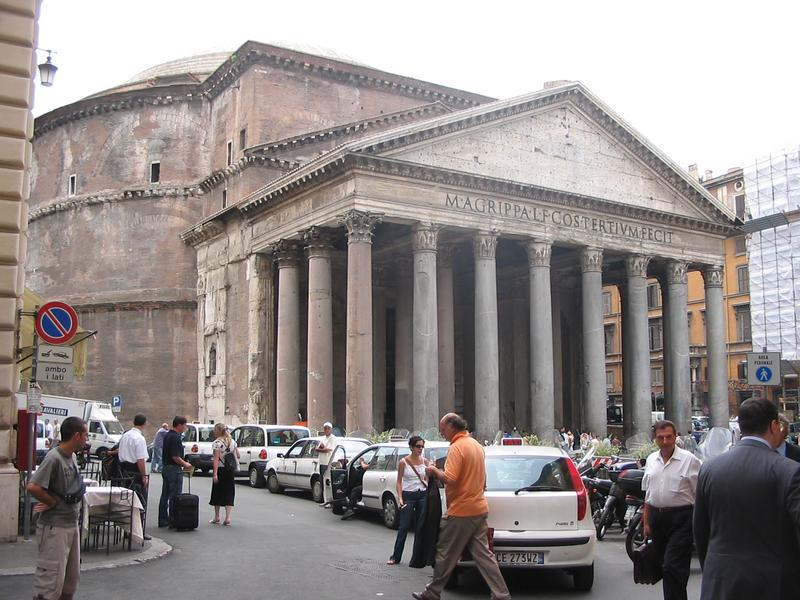
Pantheon

- Ara Consi
- Ara Ditis Patris et Proserpinae
- Ara Gentis Juliae
- Ara Martis
- Ara Maxima Herculis
- Ara Pacis
- Ara Victoriae

### Tempel
- Aventijn
  - Tempel van Bona Dea
  - Tempel van Ceres
  - Tempel van Diana
  - Tempel van Juno Regina
  - Tempel van Luna
  - Tempel van Mercurius
  - Tempel van Minerva

- Caelius
  - Tempel van Claudius
  - Tempel van Honos en Virtus

- Capitolijn
  - Tempel van Fides
  - Tempel van Jupiter Custos
  - Tempel van Jupiter Feretrius
  - Tempel van Jupiter Optimus Maximus
  - Tempel van Jupiter Tonans
  - Tempel van Juno Moneta
  - Tempel van Mens
  - Tempel van Ops
  - Tempel van de heilige strijdwagens

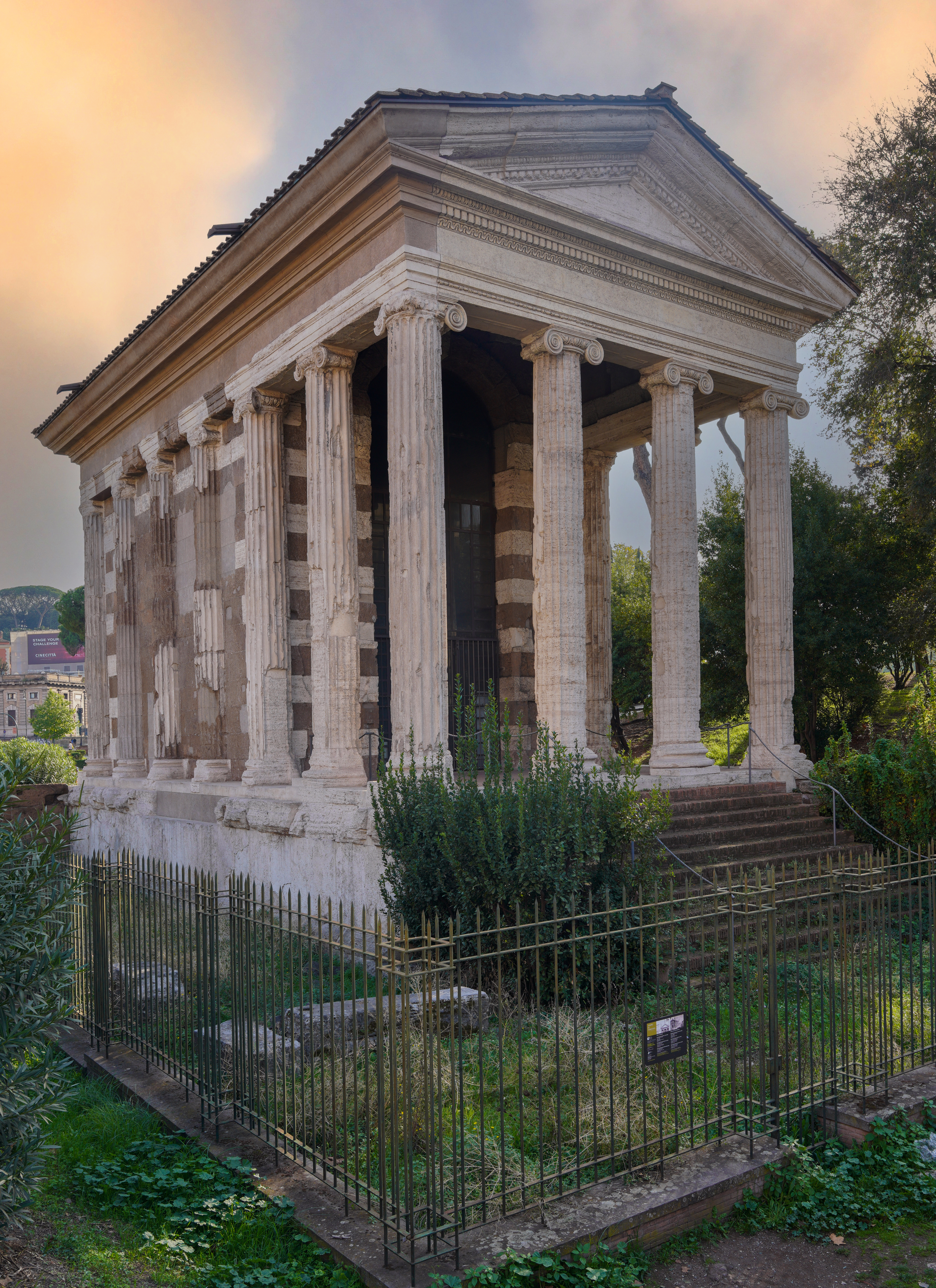
Tempel van Portunus

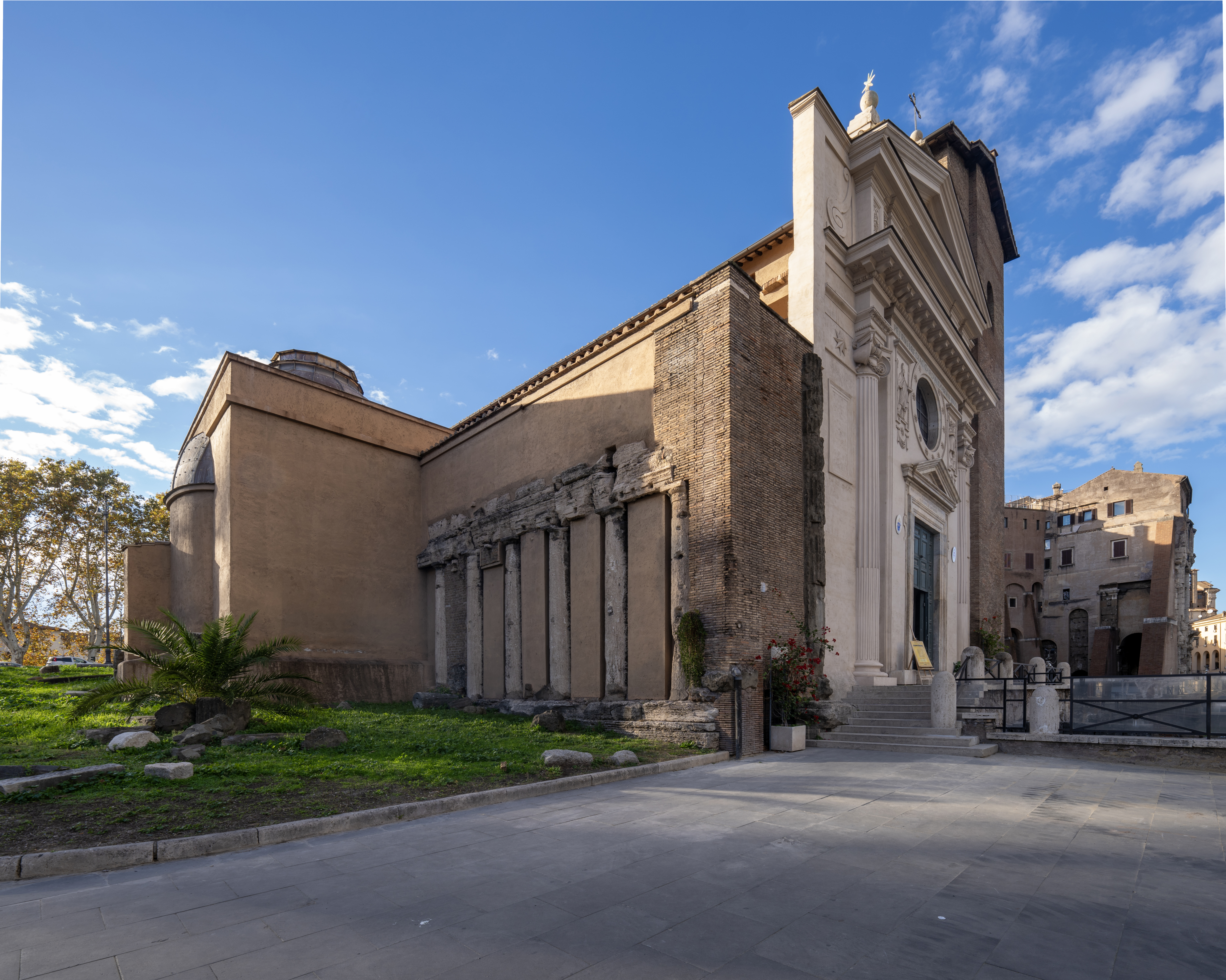
Tempel van Spes

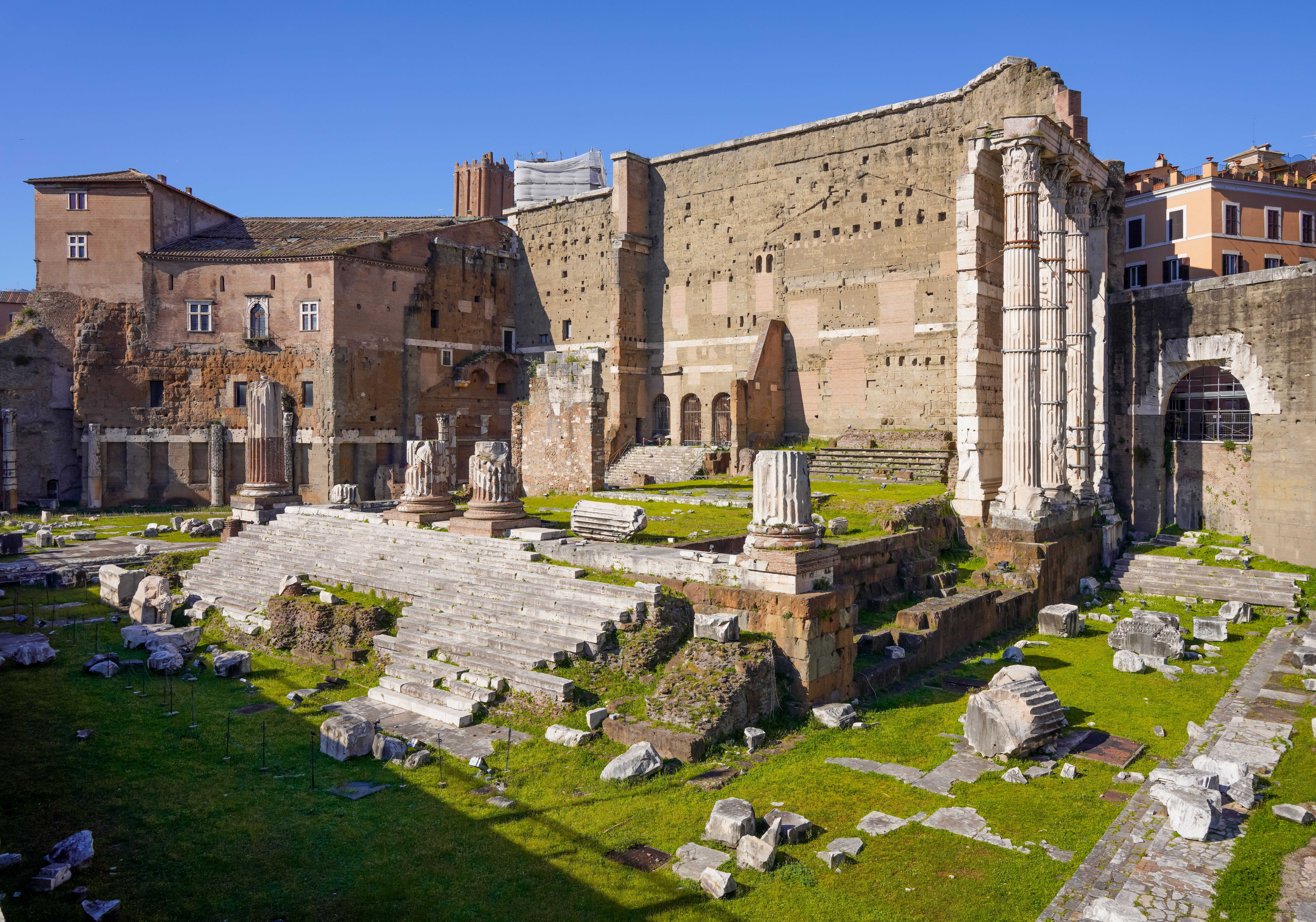
Tempel van Mars Ultor

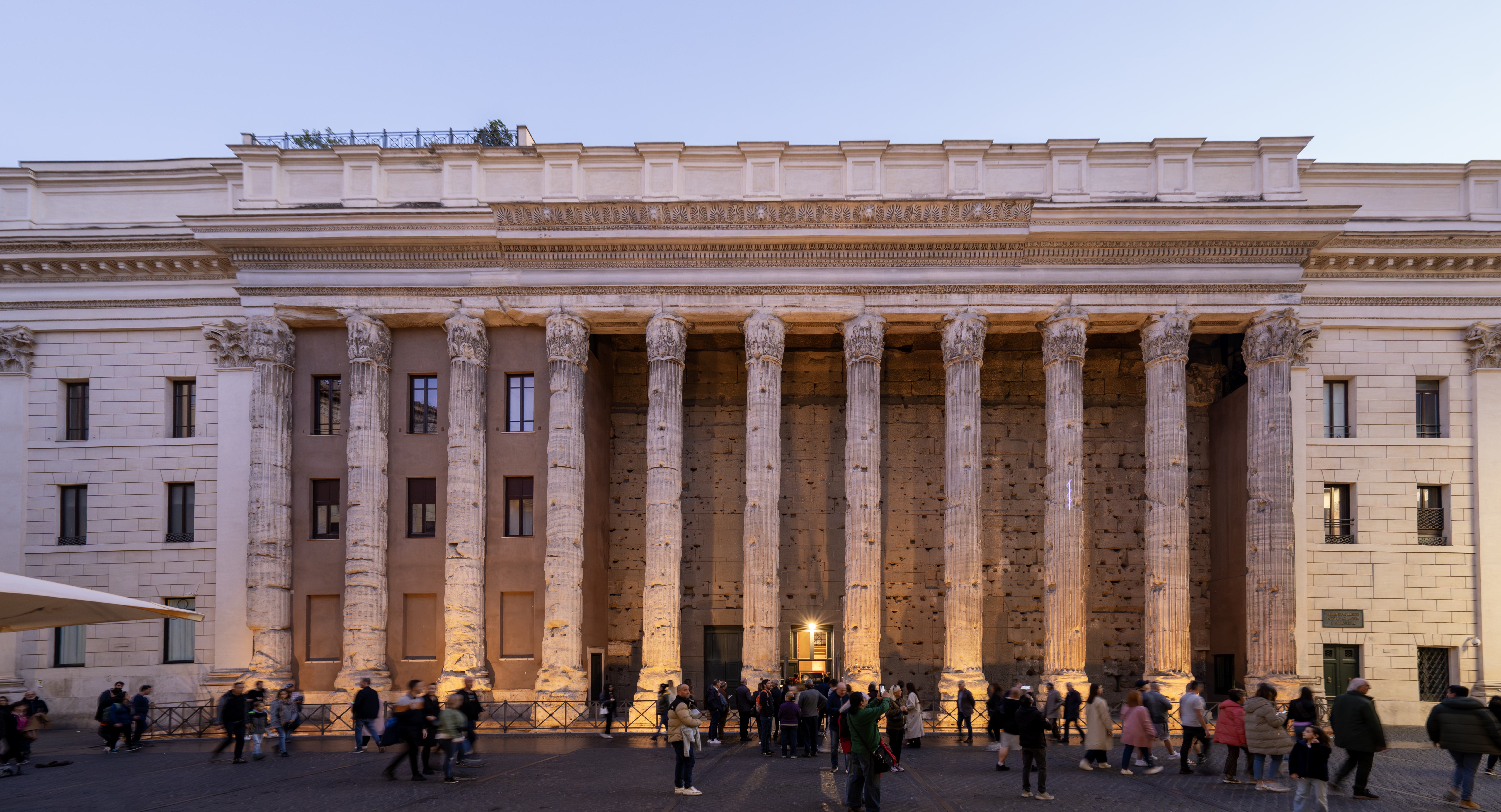
Tempel van Hadrianus

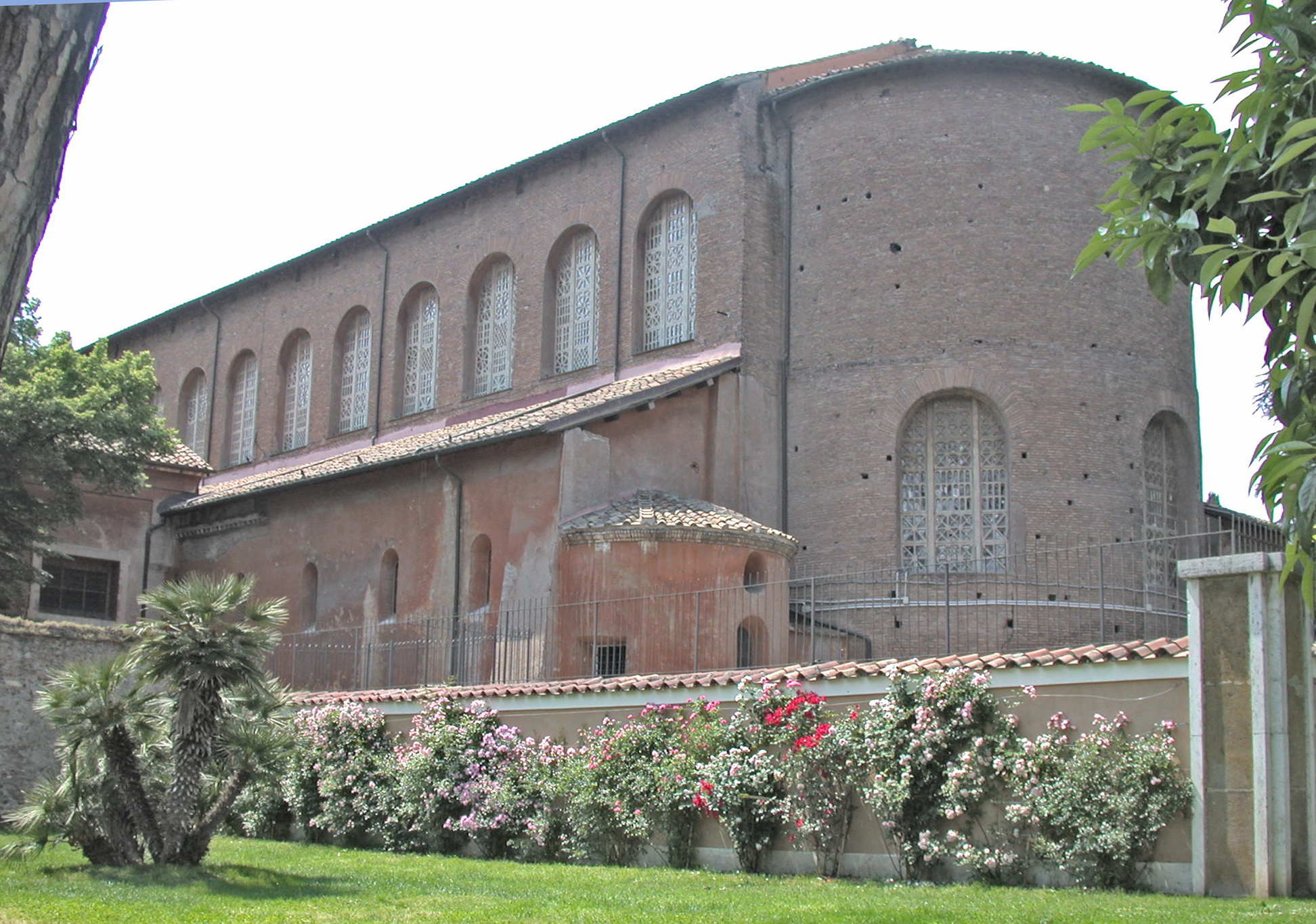
Santa Sabina

  - Tempel van Veiovis
  - Tempel van Venus Erycina

- Esquilijn
  - Tempel van Juno Lucina
  - Tempel van Minerva Medica
  - Tempel van Tellus

- Forum Boarium
  - Tempel van Hercules Invictus
  - Tempel van Hercules Pompeianus
  - Tempel van Fortuna
  - Tempel van Mater Matuta
  - Tempel van Portunus
  - Tempel van Pudicitia Patricia

- Forum Holitorium
  - Tempel van Janus
  - Tempel van Juno Sospita
  - Tempel van Pietas
  - Tempel van Spes

- Forum Romanum
  - Tempel van Antoninus en Faustina
  - Tempel van Augustus
  - Tempel van Castor en Pollux
  - Tempel van Caesar
  - Tempel van Concordia
  - Tempel van Janus
  - Tempel van Romulus
  - Tempel van Saturnus
  - Tempel van Venus Cloacina
  - Tempel van Venus en Roma
  - Tempel van Vespasianus en Titus
  - Tempel van Vesta
  - Lapis Niger
  - Vulcanal

- Keizerlijke Fora
  - Tempel van Janus Quadrifrons
  - Tempel van Mars Ultor
  - Tempel van Minerva
  - Tempel van Trajanus
  - Tempel van Venus Genetrix
  - Vredestempel

- Marsveld
  - Tempel van Apollo Sosianus
  - Tempel van Bellona
  - Tempel van Castor en Pollux
  - Tempel van Diana
  - Tempel van Feronia
  - Tempel van Fortuna Equestris
  - Tempel van het Geluk van deze dag
  - Tempel van Hadrianus
  - Tempel van Hercules Custos
  - Tempel van Hercules Musarum
  - Tempel van Isis en Serapis
  - Tempel van Jupiter Stator
  - Tempel van Juno Regina
  - Tempel van Juturna
  - Tempel van de Laren
  - Tempel van Matidia
  - Tempel van Mars
  - Tempel van Minerva Chalcidica
  - Tempel van Neptunus
  - Tempel van de Nimfen
  - Tempel van de Zon
  - Tempel van Vulcanus
  - Pantheon

- Palatijn
  - Tempel van Apollo Palatinus
  - Tempel van Cybele
  - Tempel van Elagabal
  - Tempel van Juno Sospita
  - Tempel van Victoria

- Quirinaal
  - Tempel van de gens Flavia
  - Tempel van Quirinus
  - Tempel van Serapis
  - Tempel van Venus Erycina

- Tibereiland
  - Tempel van Asclepius
  - Tempel van Faunus

- Via Appia
  - Tempel van Mars

### Vroegchristelijke kerk
- San Clemente
- Santa Constanza
- Sint-Jan van Lateranen
  - Baptisterium
- Basiliek van Maria de Meerdere
- Oude Sint-Pietersbasiliek
- San Pietro in Vincoli
- Santa Pudenziana
- Sint-Paulus buiten de Muren
- Santa Sabina
- Sint-Sebastiaan buiten de Muren
- Santo Stefano Rotondo

### Godsdienst overig
- Regia
- Huis van de Vestaalse Maagden
- Porticus van de twaalf goden
- Lupercal
- Domus Publica

## Economie

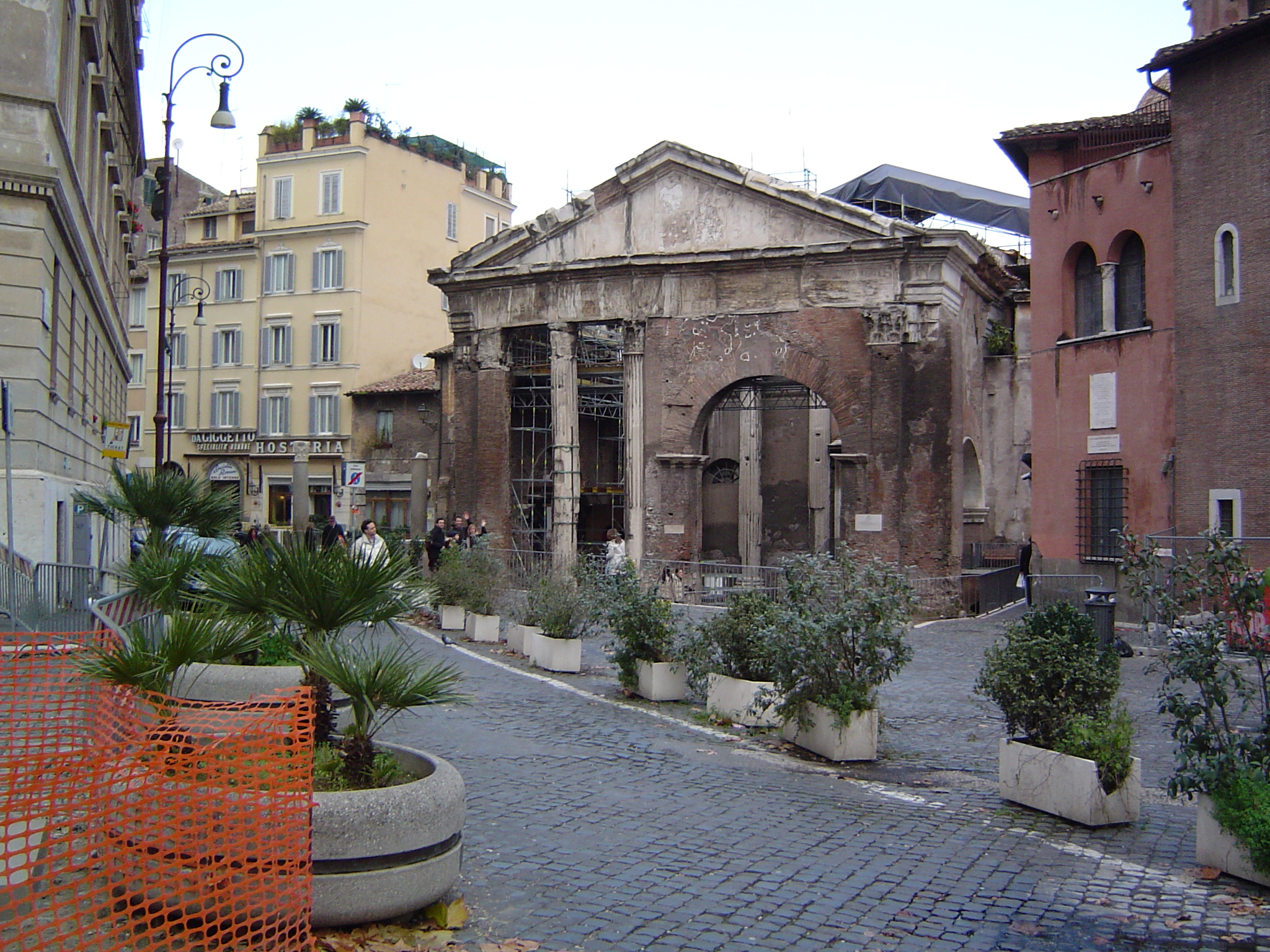
Porticus van Octavia

### Porticus
- Porticus Absidata
- Porticus Aemilia
- Porticus van de Argonauten
- Porticus Deorum Consentium
- Porticus van de Danaïden
- Porticus van Gaius en Lucius
- Porticus van Livia
- Porticus Margaritaria
- Porticus van Meleager
- Porticus Minucia Frumentaria
- Porticus Minucia Vetus
- Porticus van Octavia
- Porticus van Octavius
- Porticus van Philippus
- Porticus van Pompeius
- Porticus Vipsania
- Crypta Balbi

### Economie overig
- Markten van Trajanus
- Emporium

## Politiek

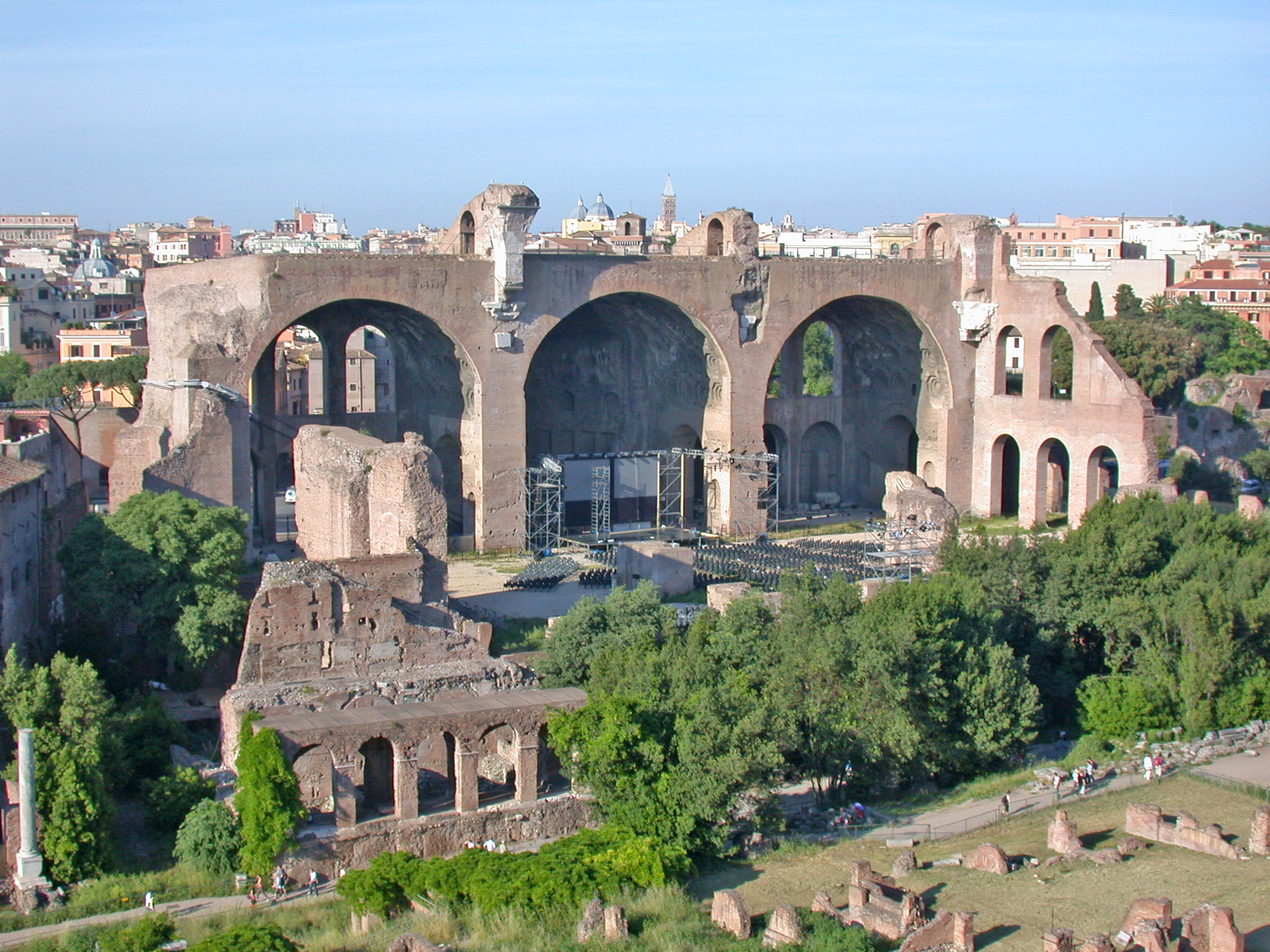
Basilica van Maxentius

### Basilica
- Basilica Aemilia
- Basilica Argentaria
- Basilica Julia
- Basilica Iunii Bassi
- Basilica Maxentii (Basilica Constantini - Basilica Nova)
- Basilica Neptuni
- Basilica Opimia
- Basilica Porcia
- Basilica Sempronia
- Basilica Ulpia

### Curia
- Curia Calabra
- Curia Hostilia
- Curia Julia
- Curia Octaviae
- Curia van Pompeius

### Politiek overig
- Comitium
- Diribitorium
- Rostra
- Saepta Julia
- Tabularium
- Mamertijnse gevangenis
- Villa Publica
- Campus sceleratus

## Monument

### Triomfboog

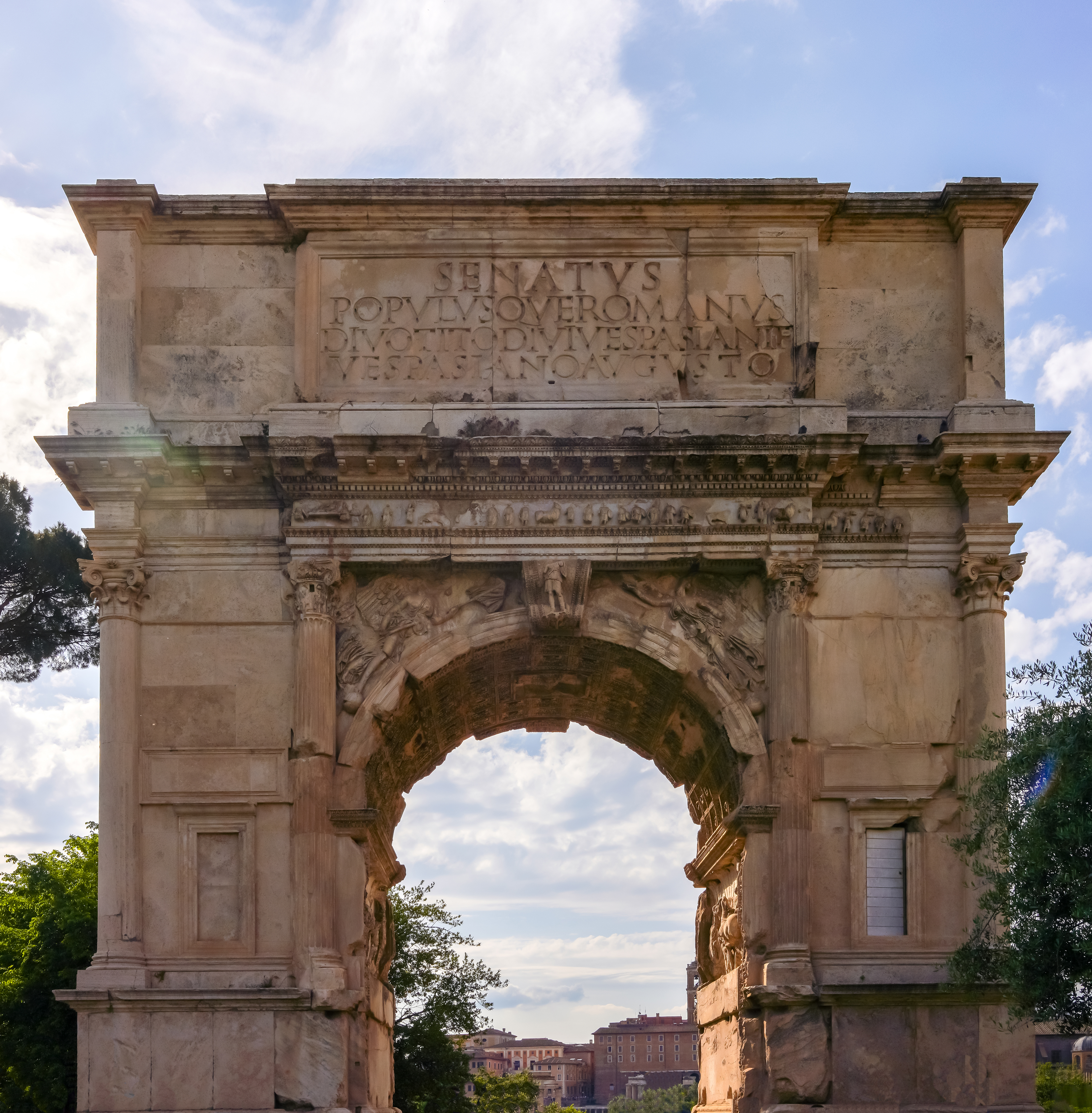
Boog van Titus

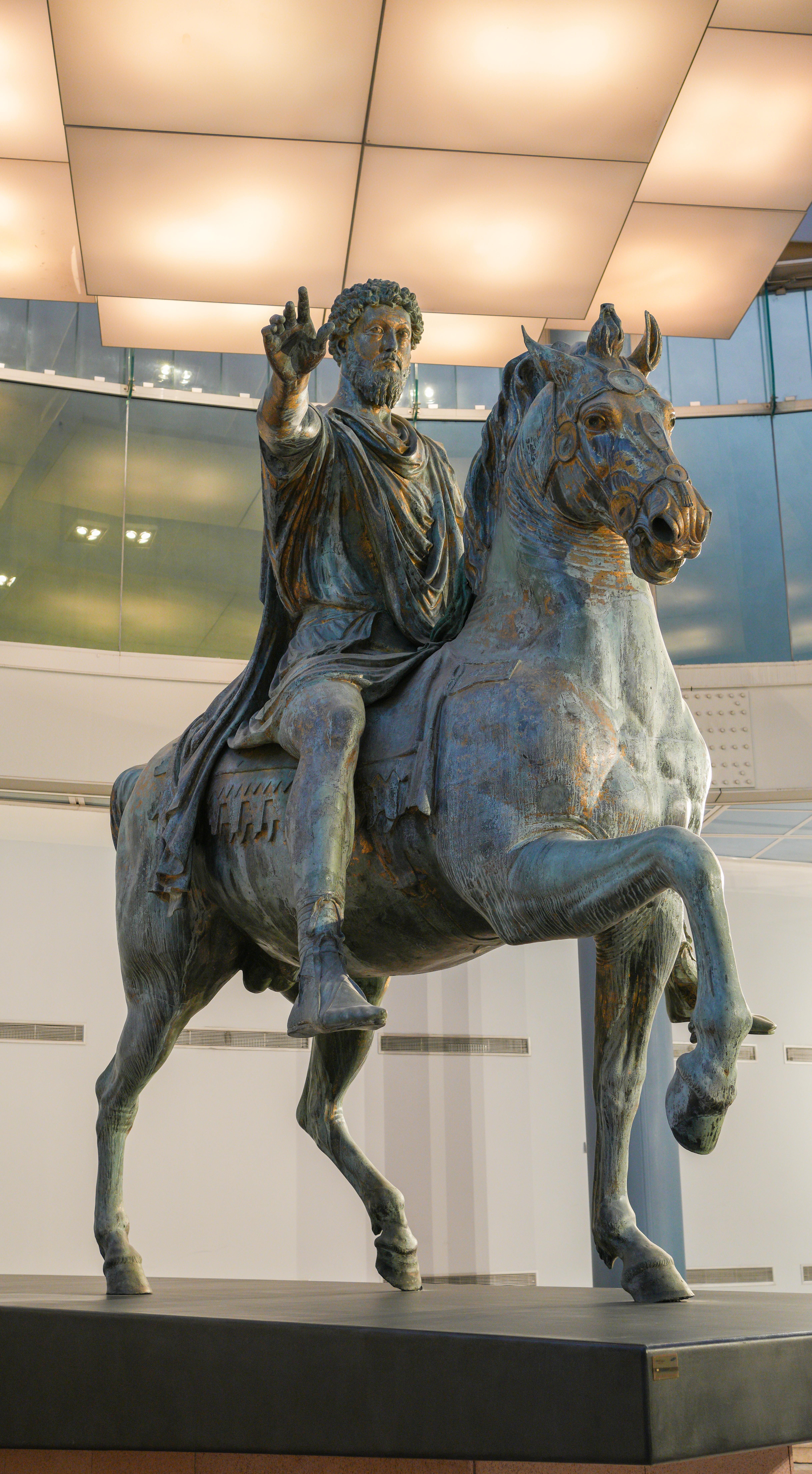
Ruiterstandbeeld van Marcus Aurelius

- Boog van Arcadius, Honorius en Theodosius
- Boog van Augustus
- Boog van Marcus Aurelius
- Boog van Calpurnius
- Boog van Claudius
- Boog van Constantijn
- Boog van Diocletianus
- Boog van Domitianus
- Boog van Dolabella en Silanus
- Boog van Drusus (Aqua Antoniniana)
- Boog van Drusus de Jongere
- Boog van Drusus de Oudere
- Boog van Drusus en Germanicus
- Boog van Fabius
- Boog van Gallienus
- Boog van de Geldwisselaars
- Boog van Gratianus, Valentinianus II en Theodosius
- Boog van Lentulus en Crispinus
- Boog van Janus
- Boog van Nero
- Boog van Pietas
- Boog van Portugal
- Boog van Septimius Severus
- Boog van Scipio Africanus
- Boog van Tiberius
- Boog van Titus
- Boog van Titus (Circus Maximus)
- Boog van Trajanus

### Erezuil
- Zuil van Antoninus Pius
- Zuil van Marcus Aurelius
- Zuil van Phocas
- Zuil van Trajanus
- Decennaliazuil

### Obelisk
- Obelisken van Rome
  - Flaminische Obelisk
  - Lateraanse Obelisk
  - Vaticaanse Obelisk

### Ruiterstandbeeld
- Ruiterstandbeeld van Domitianus
- Ruiterstandbeeld van Marcus Aurelius
- Ruiterstandbeeld van Trajanus
- Ruiterstandbeeld van Constantijn

### Monument overig
- La Bocca della Verità
- Horologium van Augustus
- Colossus van Nero
- Colossus van Constantijn
- Puteal Scribonianum
- Navel van Rome
- Ara Domitii Ahenobarbi

## Grafmonument

### Mausoleum

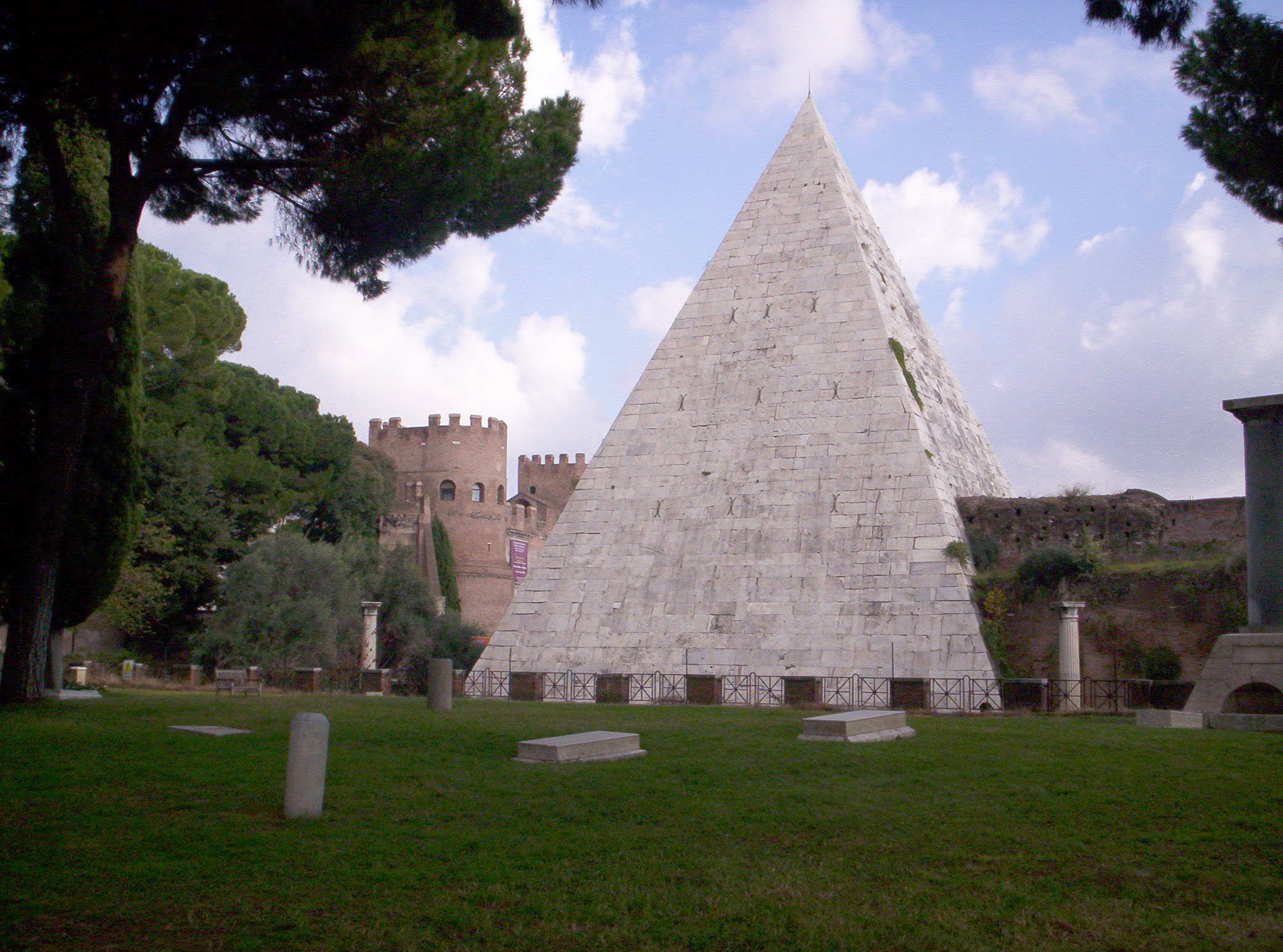
Piramide van Cestius

- Mausoleum van Hadrianus
- Mausoleum van Augustus
- Mausoleum van Maxentius
- Mausoleum van Helena
- Mausoleum van Medusa
- Santa Maria della Febbre

### Piramide
- Piramide van Cestius
- Meta Romuli

### Catacombe
- Catacomben van Rome

### Grafmonument overig
- Casal Rotondo
- Esquilijnse necropolis
- Tombe van Eurysaces
- Tombe van Caecilia Metella
- Tombe van Geta
- Tombe van de Scipioni
- Vaticaanse necropolis

## Cultuur

### Amfitheater
- Amfitheater van Caligula
- Amfitheater Castrense
- Amfitheater van Curio
- Amfitheater van Nero
- Amfitheater van Statilius Taurus
- Colosseum

### Gladiatorenschool
- Ludus Magnus
- Ludus Dacicus
- Ludus Gallicus
- Ludus Matutinus

### Circus

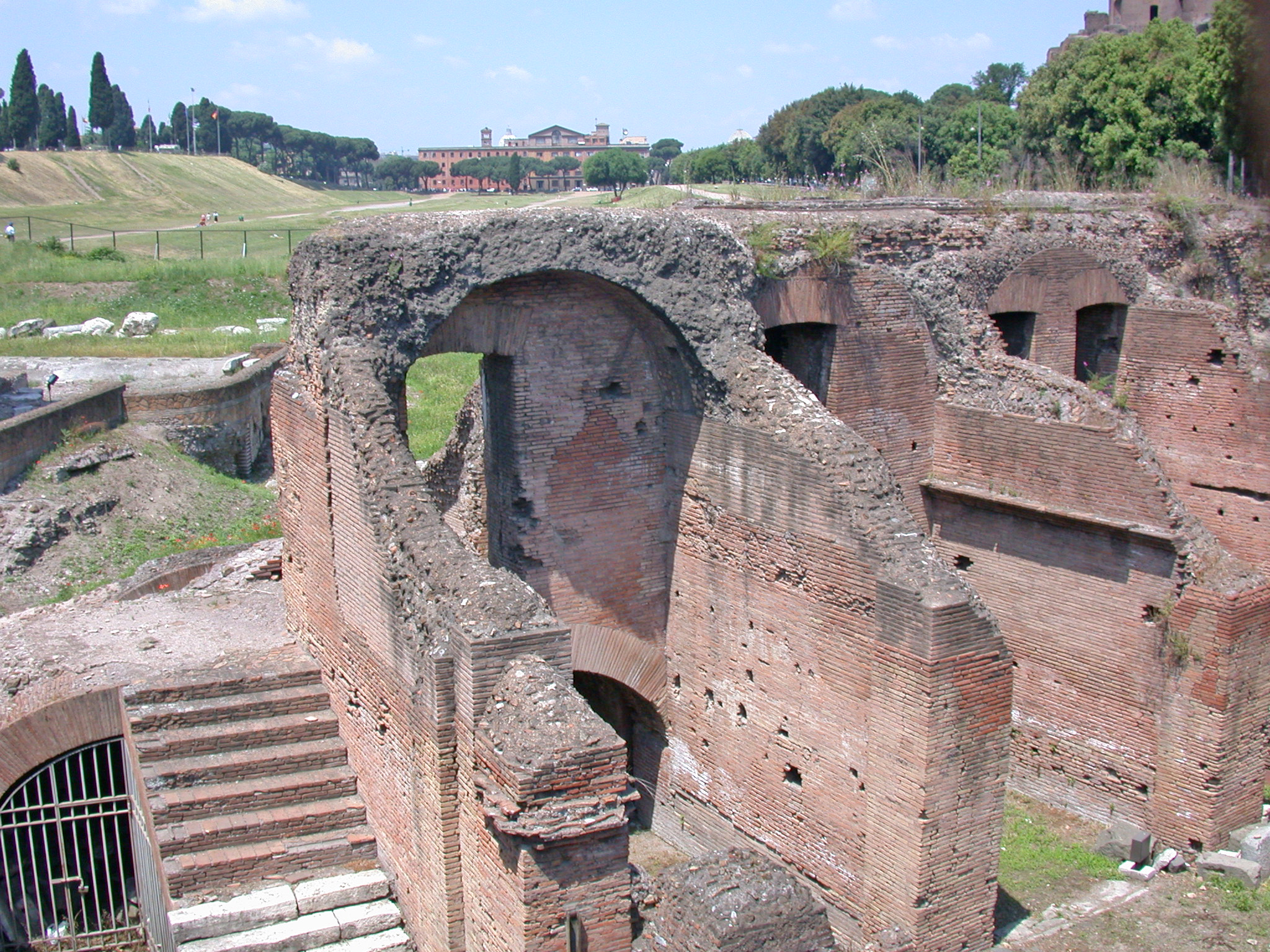
Circus Maximus

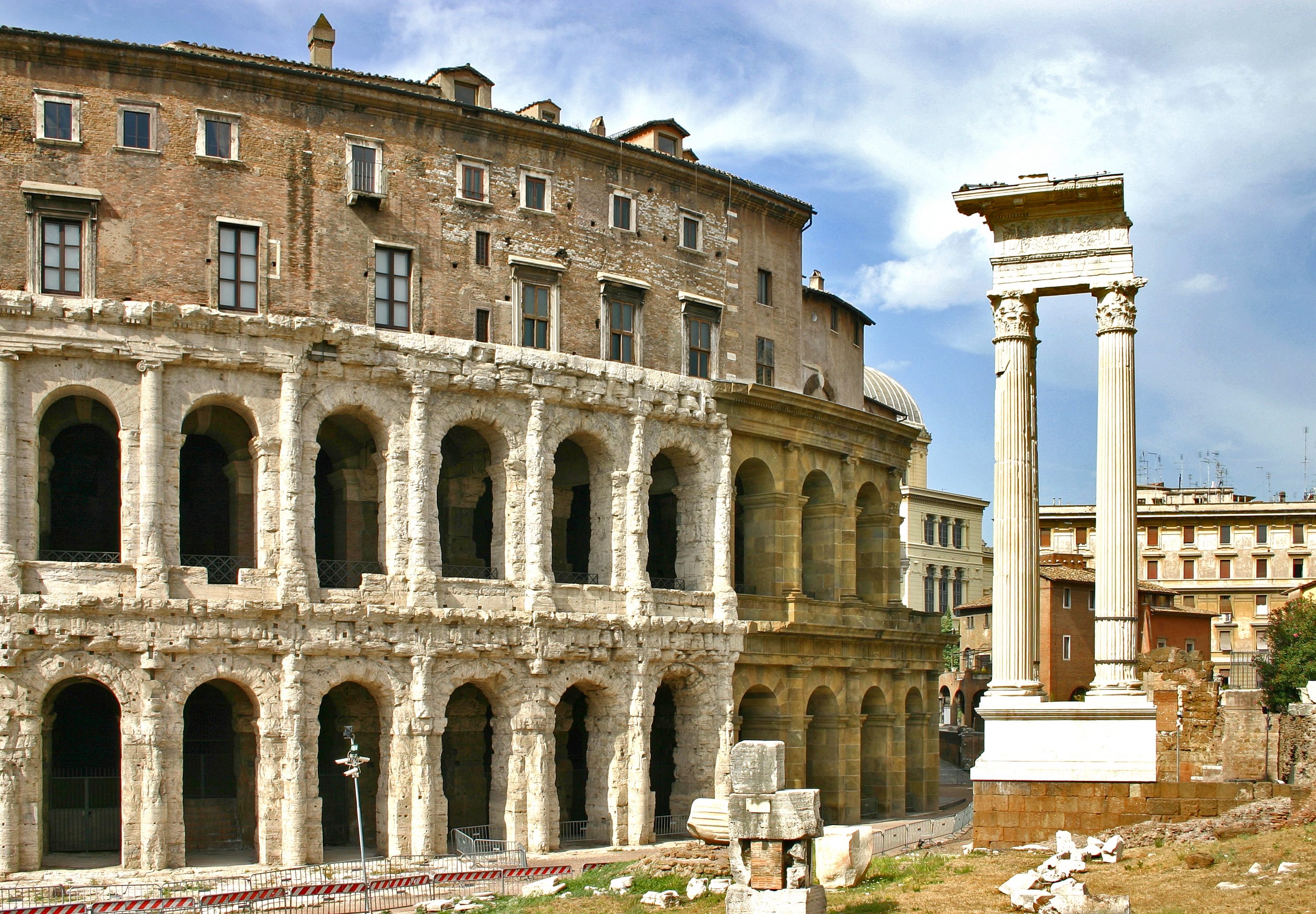
Theater van Marcellus en Tempel van Apollo Sosianus

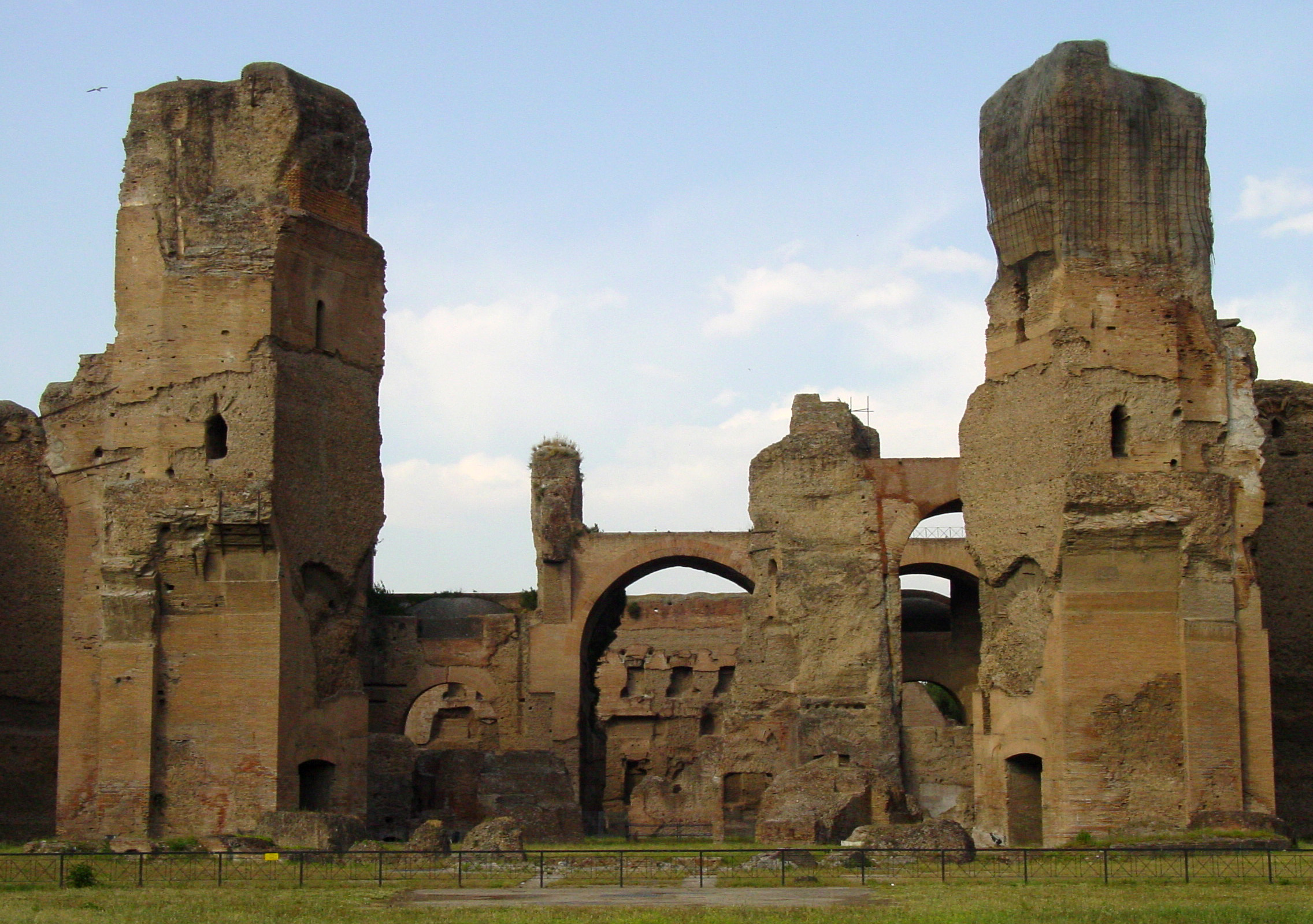
Thermen van Caracalla

- Circus Flaminius
- Circus van Maxentius
- Circus Maximus
- Circus van Nero
- Circus Varianus

### Naumachie
- Naumachie van Caesar
- Naumachie van Augustus
- Naumachie van Domitianus
- Naumachie van Philippus
- Vaticaanse Naumachie

### Odeum
- Odeum van Domitianus

### Stadion
- Stadion van Domitianus

### Theater
- Theater van Balbus
- Theater van Marcellus
- Theater van Pompeius
- Theater van Messalla en Longinus
- Theater van Nero

### School
- Athenaeum van Hadrianus

### Thermen
- Thermen van Agrippa
- Thermen van Caracalla
- Thermen van Commodus
- Thermen van Constantijn
- Thermen van Decius
- Thermen van Diocletianus
- Thermen van Helena
- Thermen van Licinius Sura
- Thermen van Nero
- Thermen van Septimius Severus
- Thermen van Titus
- Thermen van Trajanus

## Forum

### Marktplaats
- Forum Boarium
- Forum Holitorium
- Forum Piscarium
- Forum Pistorium
- Forum Romanum
- Forum Suarium
- Forum Vinarium
- Macellum

### Keizerlijk forum
- Forum van Augustus
- Forum van Caesar
- Forum van Nerva
- Forum Pacis
- Forum van Trajanus

## Huisvesting

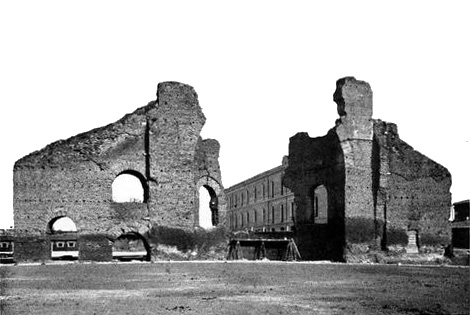
Sessorium

### Paleis
- Domus Augustana
- Domus Flavia
  - Hippodroom van Domitianus
- Domus Tiberiana
- Domus Transitoria
- Domus Aurea
- Sessorium

### Villa
- Villa van Maxentius
- Villa van de Quintilii

### Overig
- Paedagogium
- Romeinse insula naast de Capitolijn
- Domus Romane

### Tuin
- Horti Aciliorum
- Horti Agrippinae
- Horti Caesaris
- Horti Clodiae
- Horti Domitiae
- Horti Lamiani
- Horti Liciniani
- Horti Lolliani
- Horti Luculliani
- Horti Maecenatis
- Horti Pompeiani
- Horti Sallustiani

## Militair

### Stadsmuur

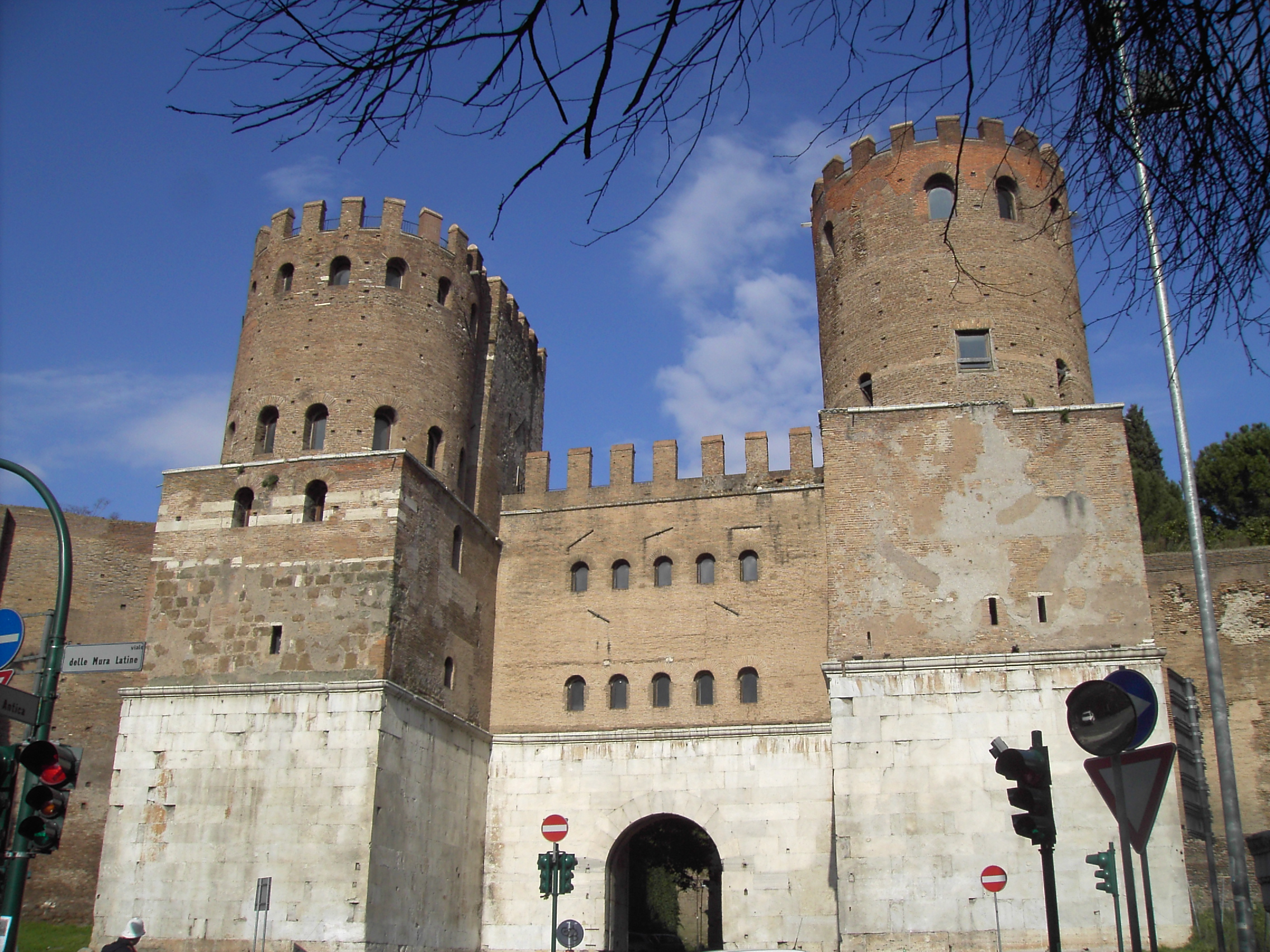
Porta Appia

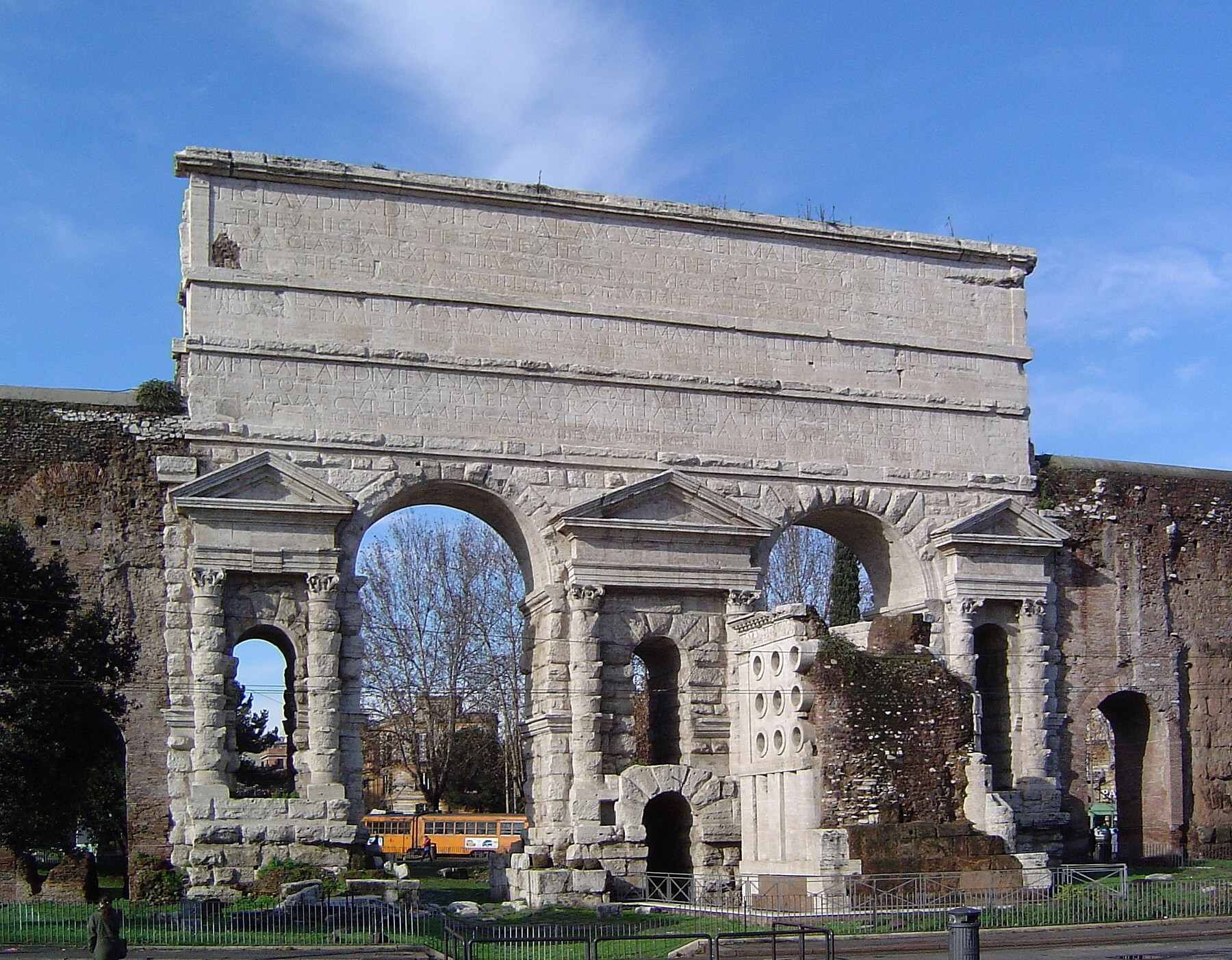
Porta Maggiore en de Tombe van Eurysaces

- Muur van Romulus
- Muur van Servius Tullius
  - Porta Collina
  - Porta Viminalis
  - Porta Esquilina
  - Porta Querquetulana
  - Porta Caelimontana
  - Porta Capena
  - Porta Naevia
  - Porta Raudusculana
  - Porta Lavernalis
  - Porta Trigemina
  - Porta Flumentana
  - Porta Carmentalis
  - Porta Fontinalis
  - Porta Sanqualis
  - Porta Salutaris
  - Porta Quirinalis

- Aureliaanse Muur
  - Porta Flaminia
  - Porta Pinciana
  - Porta Salaria
  - Porta Nomentana
  - Porta Praetoriana
  - Porta Principalis Dextera
  - Porta Clausa
  - Porta Tiburtina
  - Porta Praenestina
  - Porta Asinaria
  - Porta Metronia
  - Porta Latina
  - Porta Appia
  - Porta Ardeatina
  - Porta Ostiensis
  - Porta Portuensis
  - Porta Aurelia
  - Porta Settimiana
  - Porta Cornelia

### Castrum
- Castra Equitum Singolarium
- Castra Misenatium
- Castra Peregrina
- Castra Praetoria
- Castra Urbana

### Overig
- Excubitorium van het zevende cohort

## Infrastructuur

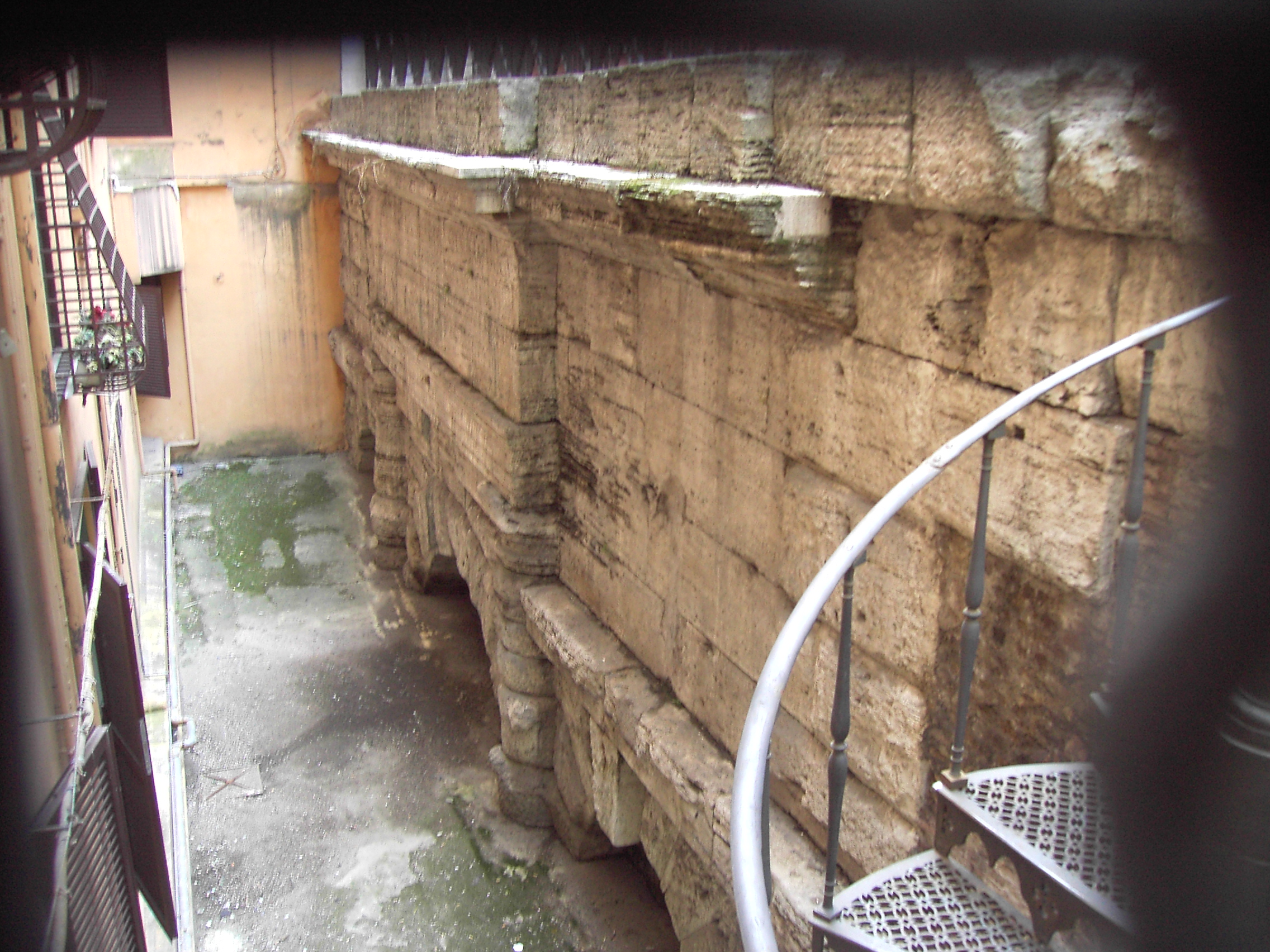
Aqua Virgo, de Boog van Claudius

### Aquaduct
- Aqua Alexandriana
- Aqua Alsietina
- Aqua Anio Novus
- Aqua Anio Vetus
- Aqua Appia
- Aqua Claudia
- Aqua Julia
- Aqua Marcia
- Aqua Tepula
- Aqua Traiana
- Aqua Virgo
- Arcus Neroniani

### Brug

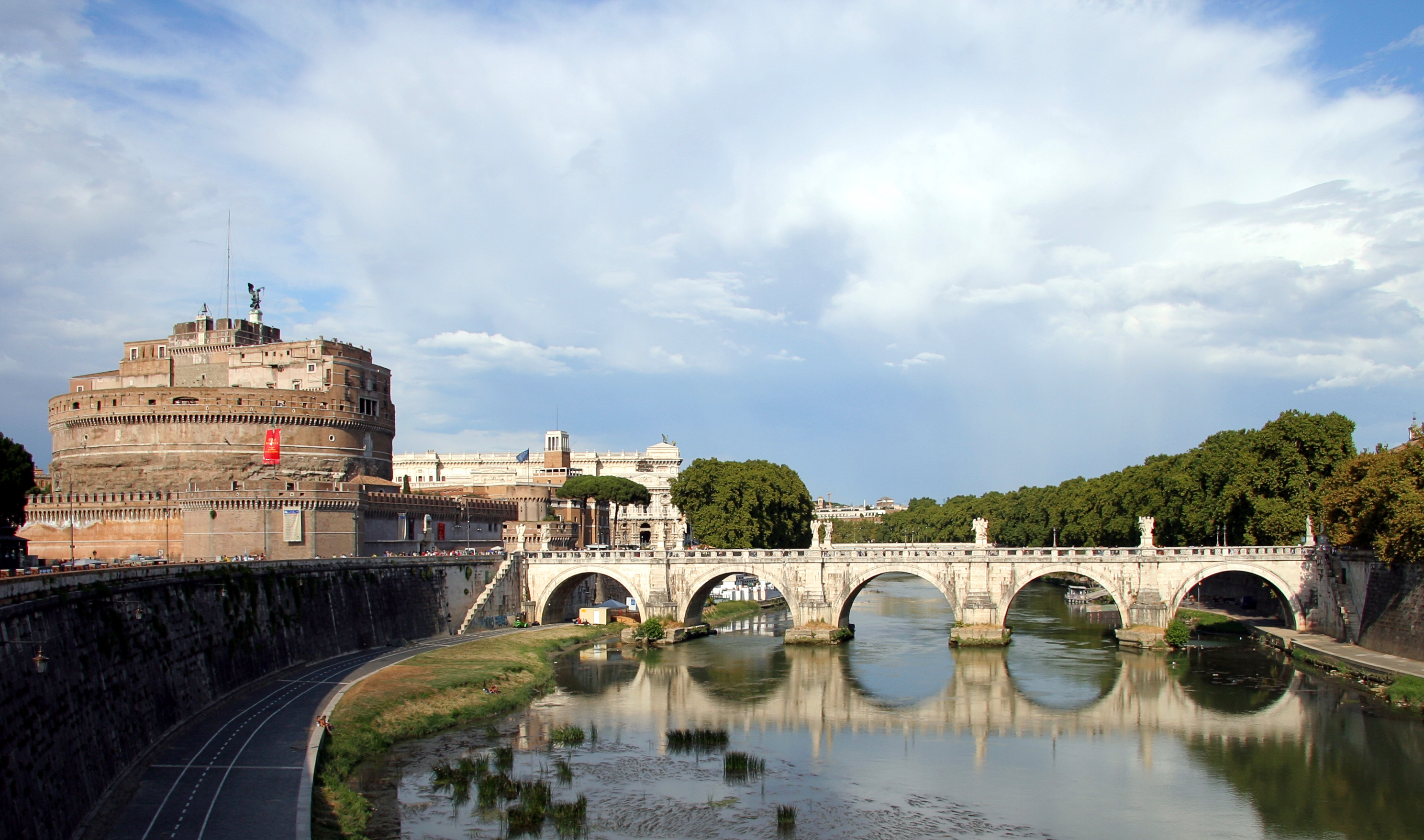
Pons Aelius, met links de Engelenburcht

- Pons Aelius
- Pons Aemilius
- Pons Agrippae
- Pons Aurelius
- Pons Cestius
- Pons Fabricius
- Pons Milvius
- Pons Neronianus
- Pons Probi
- Pons Sublicius

### Bron
- Bron van Curtius
- Bron van Juturna

### Fontein
- Meta Sudans

### Nymphaeum

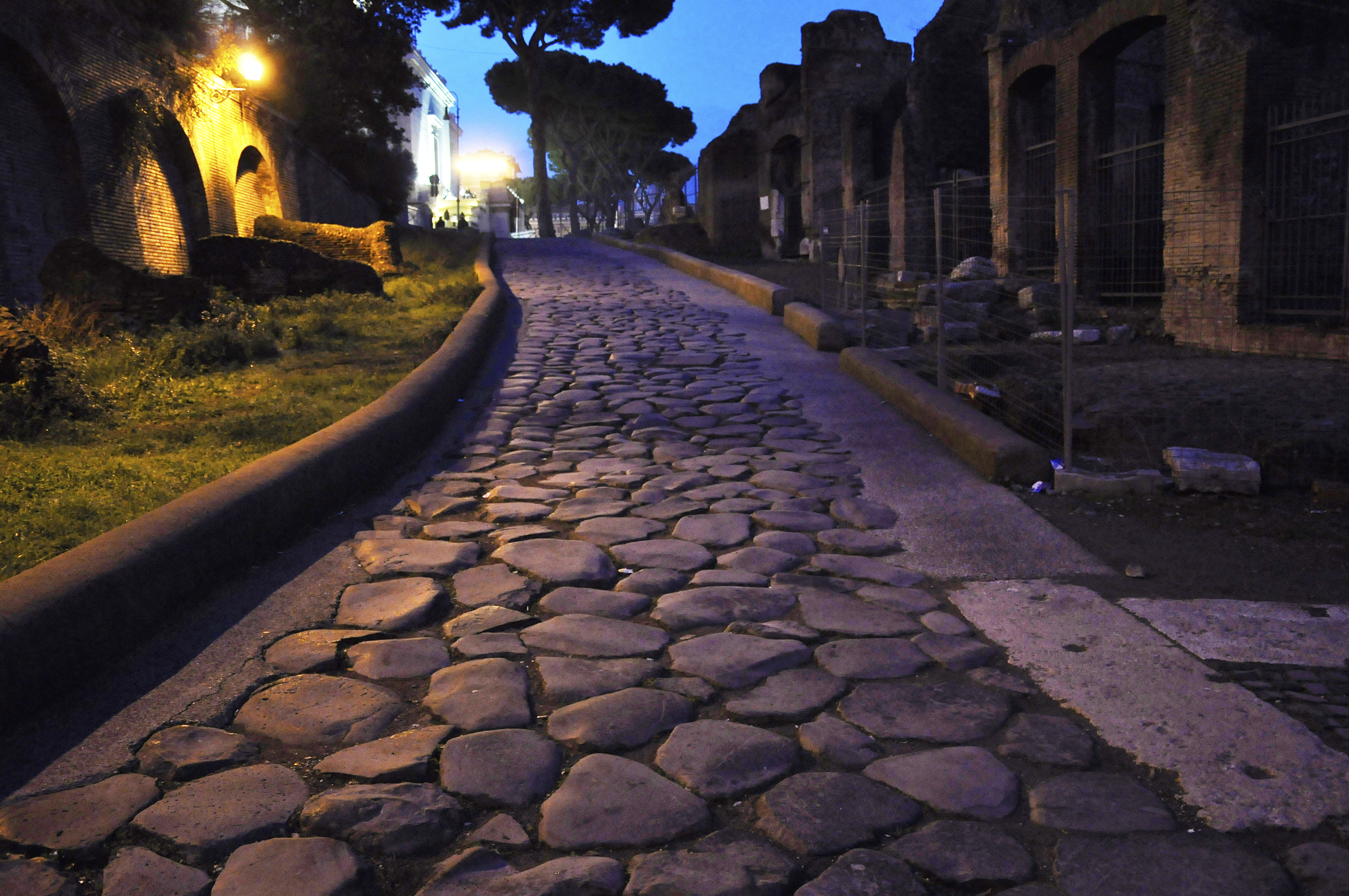
De Clivus Argentarius

- Nymphaeum van Alexander Severus
- Nymphaeum van Licinii
- Nymphaeum van Nero
- Septizonium

### Straat
- Alta Semita
- Argiletum
- Armilustrium
- Gemonische trappen
- Clivus Argentarius
- Clivus Capitolinus
- Clivus Palatinus
- Clivus Scauri
- Clivus Suburanus
- Via Appia
- Via Ardeatina
- Via Asinaria
- Via Aurelia
- Via Cornelia
- Via Flaminia
- Via Latina
- Via Lata
- Via Ostiensis
- Via Portuensis
- Via Sacra
- Via Salaria
- Via Tiburtina
- Vicus Iugarius
- Vicus Longus
- Vicus Patricius
- Vicus Tuscus

### Infrastructuur overig

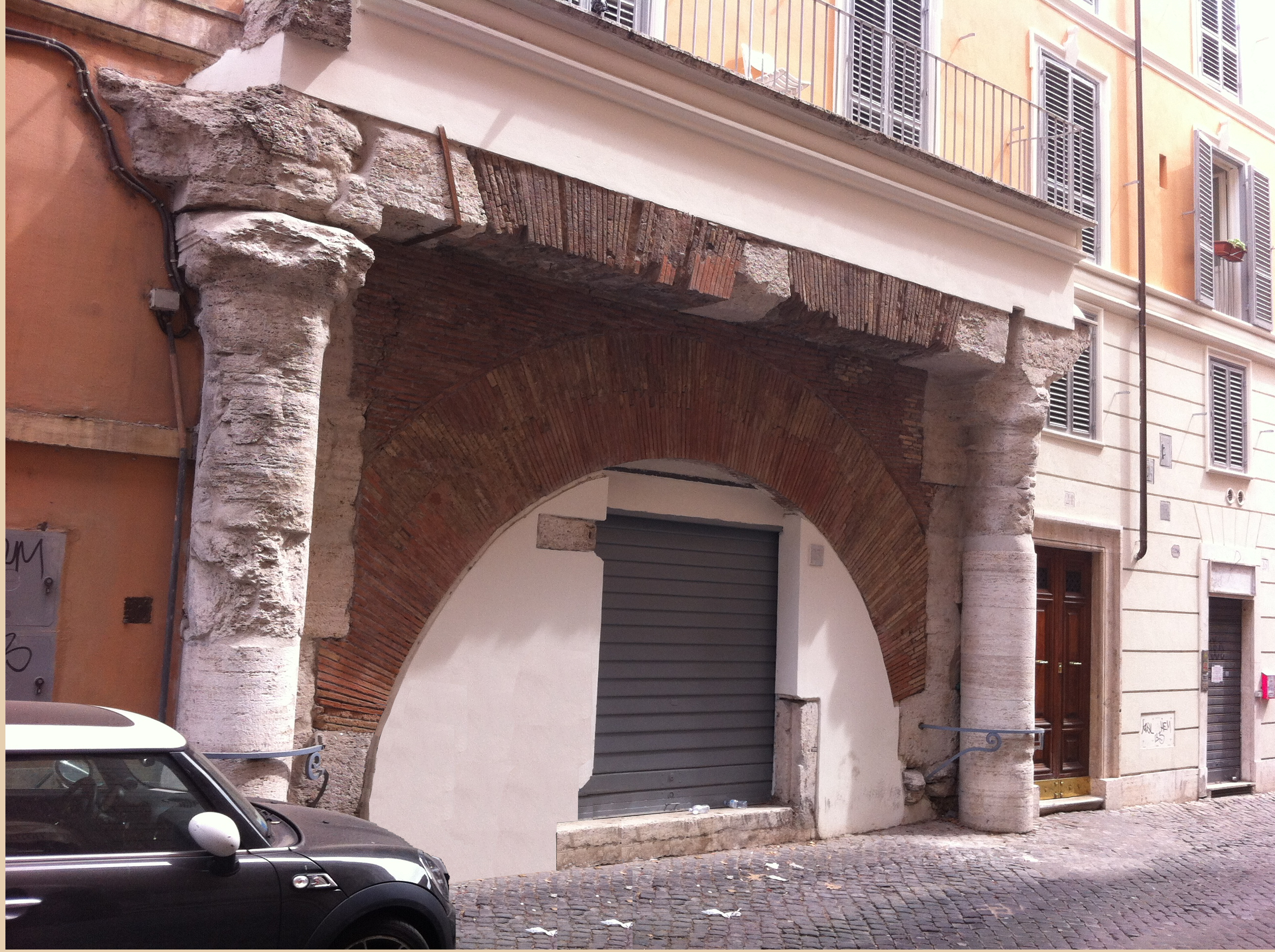
Arcade van het gebouw aan de Via di S. Maria dei Calderari

- Cloaca Circi Maximi
- Cloaca Maxima
- Stagnum Agrippae
- Milliarium Aureum
- Forma Urbis Romae

## Overig
- Antiek gebouw aan Via Sante Maria dei Calderari